# Ismael León
Rosalio Ismael León Luque es un político venezolano. Actualmente es diputado suplente de la Asamblea Nacional de Venezuela para el diputado José Guerra.

## Carrera
El gobierno de Nicolás Maduro lo acusa de estar implicado en el ataque al fuerte de Santa Elena, ocurrido el 22 de diciembre de 2019 en el Estado Bolívar. El 21 de enero de 2020 la Asamblea Nacional denunció que sus familiares, amigos y compañeros perdieron contacto con él poco después de salir de la sede del partido Acción Democrática, cuando se dirigía hacia la sesión de la Asamblea. Dos días después es excarcelado con medidas cautelares. En 2021 León condenó el despido injustificado de más de mil trabajadores de la Asamblea Nacional por retaliaciones políticas.